# Brunnalm (Liezen)
Die Brunnalm ist eine Alm in der Gemeinde Liezen im österreichischen Bundesland Steiermark, im Südteil des Toten Gebirges. Die Alm liegt in einer Senke am Südostfuß des Querlsteins, einem Ausläufer des Hochmölbingkamms. Die Rodungsalm liegt in einer Seehöhe von 1780 m ü. A. In den Sommermonaten wird Galtvieh aufgetrieben. Auf der Alm stehen fünf Almgebäude und eine Jagdhütte.

## Geschichte
In einem Bergmietsverzeichnis der Herrschaft Wolkenstein aus dem 16. Jahrhundert wird die Alm as Brunn-Albm erwähnt und es werde sieben auftriebsberechtigte Bauern angeführt. Im Waldtomus XVIII von 1760 werden 190 aufgetrieben Rinder und 10 Hütten angeführt. Bei Grabungen konnten Keramikreste gesammelt werden, die aus dem 15. bis 18. Jahrhundert stammen. 18 Fundamentreste ehemaliger Hütten belegen eine intensive Bewirtschaftung der Alm, die neben der Niederhüttenalm die beste Weide im Gebiet hat.

## Wanderwege
Die Alm ist nur über Wanderwege zu Fuß erreichbar
- Weg 218/219 Von der Liezener Hütte
- Weg 285 von der Elmscharte
- Weg 219 Vom Hochmölbing über den Querlstein